# Hałda w Rydułtowach
Hałda w Rydułtowach – hałda odpadów pokopalnianych w Rydułtowach w powiecie wodzisławskim na Górnym Śląsku. Powstała przy kopalni Rydułtowy. W 2007, z kilkudziesięciu propozycji społecznych, została jej nadana nazwa „Szarlota”.

## Charakterystyka i historia
Jest jedną z najwyższych hałd w Europie – od podstawy mierzy ok. 134 metry, szczyt znajduje się ok. 403 m n.p.m. Zajmuje powierzchnię 37 hektarów i ma objętość 13,3 mln m³. Do roku 2024 niższa część hałdy ma zostać zlikwidowana (stożek nr 2 o wysokości 367,9 m n.p.m. i zwał płasku nr 3).
Na hałdzie deponowany był przede wszystkim kamień (skała płonna) z zakładu przeróbczego kopalni i (w mniejszym zakresie) materiał z robót przygotowawczych. Były to głównie piaskowce i silnie zwęglone iłowce. W okresie użytkowania hałdy odpady powęglowe były transportowane na szczyty stożków koleją wąskotorową. Taki sposób składowania powodował segregację odpadów (bryły i frakcje kamieniste staczały się i gromadziły się u podnóża, wyżej układała się frakcja żwirowa, a w szczytowych partiach piaskowa i ilasta). Uziarnienie zmieniało się z czasem. Procesy wietrzenia i erozji wywoływały lasowanie się i dezintegrację odpadów. W wyniku tego wzrastała procentowa zawartość frakcji kamienistej i żwirowej. W południowo-zachodniej części hałdy znajduje się materiał przepalony.
Wnętrze hałdy płonie żywym ogniem a szacowana temperatura w środku zwałowiska sięga 600–800 °C. Wydzielają się z niego gazy m.in. tlenek i dwutlenek węgla, dwutlenek siarki oraz siarkowodór (CO, CO2, SO2 i H2S). Z uwagi na obecność w zwałowisku substancji toksycznych w dużym natężeniu, takich jak: metale ciężkie, związki fenolowe i chlorofenolowe oraz wielopierścieniowe węglowodory aromatyczne, w hałdzie panują ekstremalne warunki, zagrażające środowisku naturalnemu oraz mieszkańcom terenów przyległych.
Grawitacyjna segregacja odpadów ułatwiała przenikanie powietrza w głąb hałdy. Wytworzyło to wewnątrz naturalną depresję wymuszającą przepływ powietrza przez zwały z dołu do góry, powodując proces ich podpalenia. W 1992 zlecono wykonanie dokumentacji technicznej dotyczącej rekultywacji składowiska i zabezpieczenia go przed zapaleniem. Wybrano metodę polegającą na wykopaniu rowów chłonnych.
Jest częściowo pokryta roślinnością, stanowi dominujący element krajobrazu okolicy. Hałda jest doskonale widoczna z pobliskich miejscowości m.in. z Wodzisławia Śląskiego i Radlina i z niektórych szczytów Beskidów np. z Czantorii Wielkiej i Łysej Góry.
W 2015 na szczycie umieszczono oświetlenie, które jest widoczne z odległości do 20 kilometrów.
Z hałdy przy sprzyjających warunkach można zobaczyć: Tatry, Beskid Śląski, Małą Fatrę i Góry Opawskie.

## Galeria

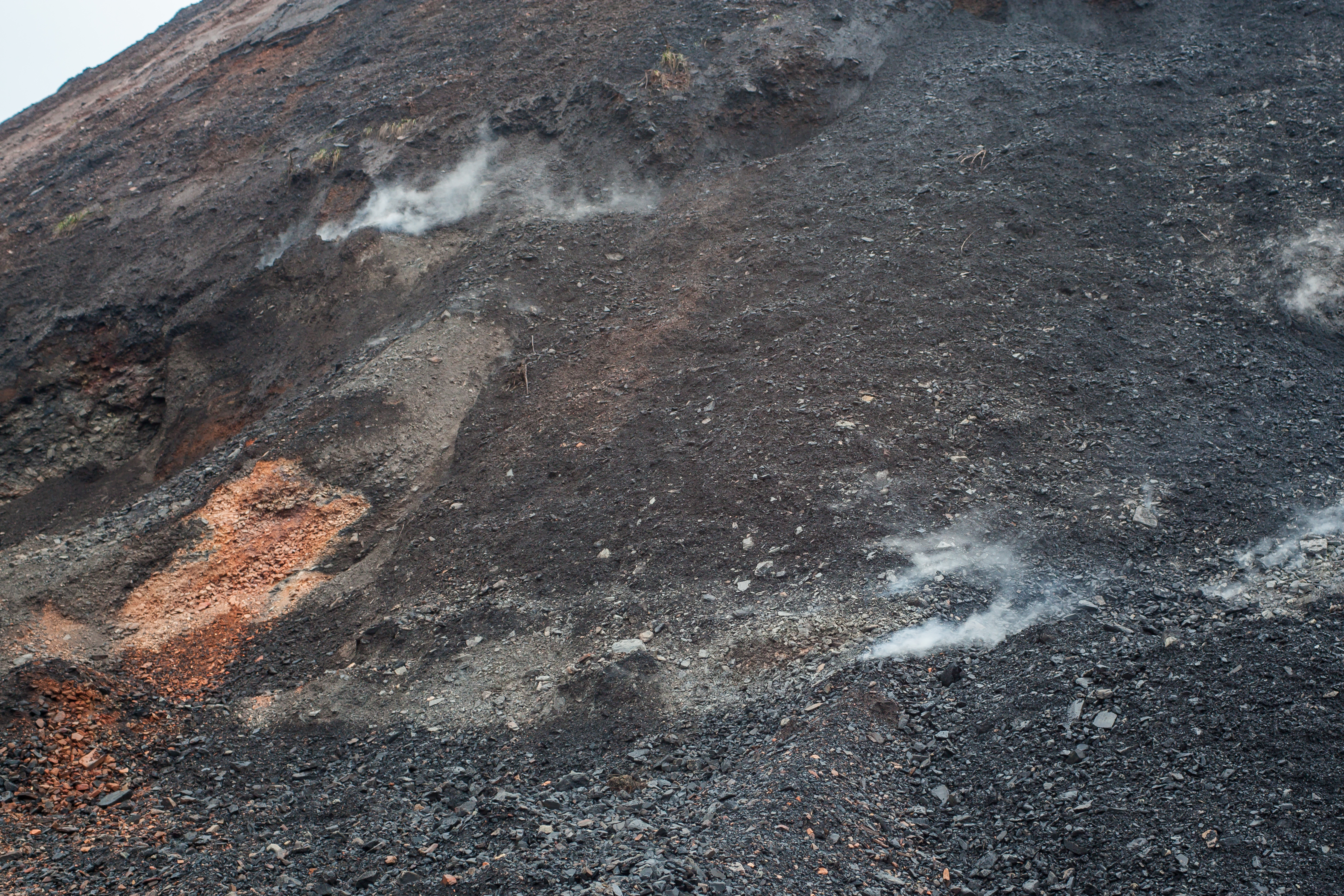
Płonąca wewnętrznie część hałdy, dymienie (2019)
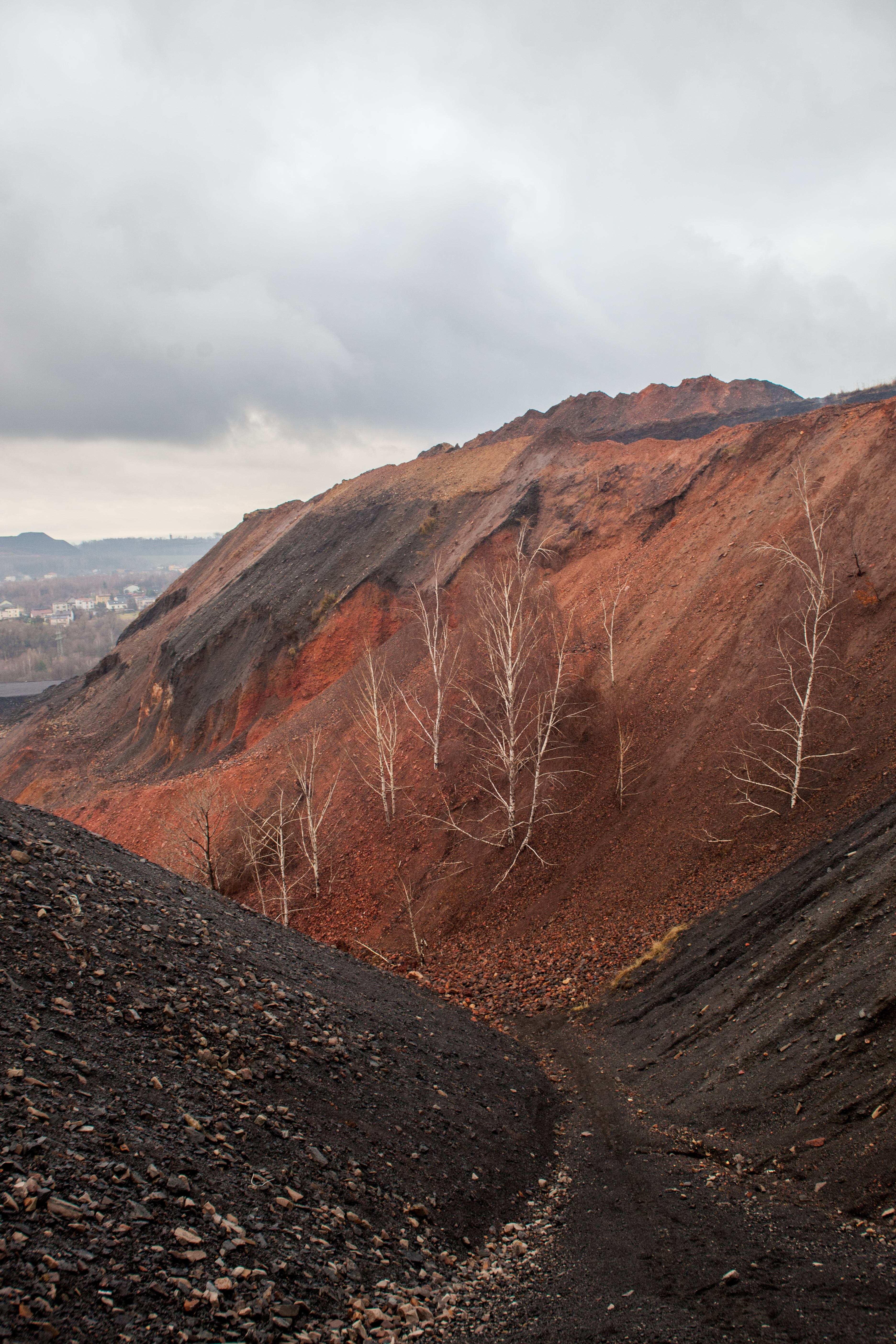
Roślinność na hałdzie (2019)
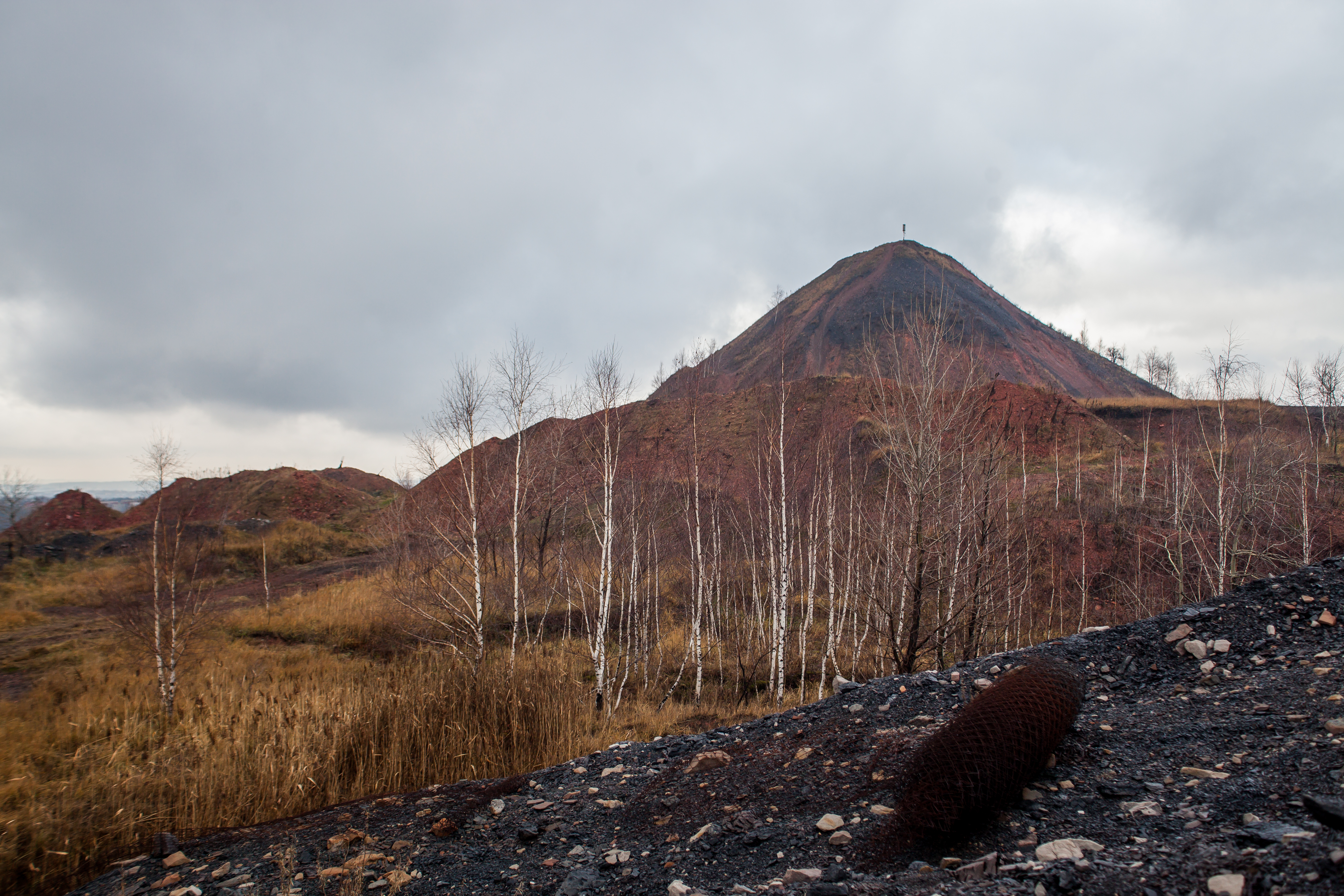
Roślinność pod wierzchołkiem najwyższym (2019)
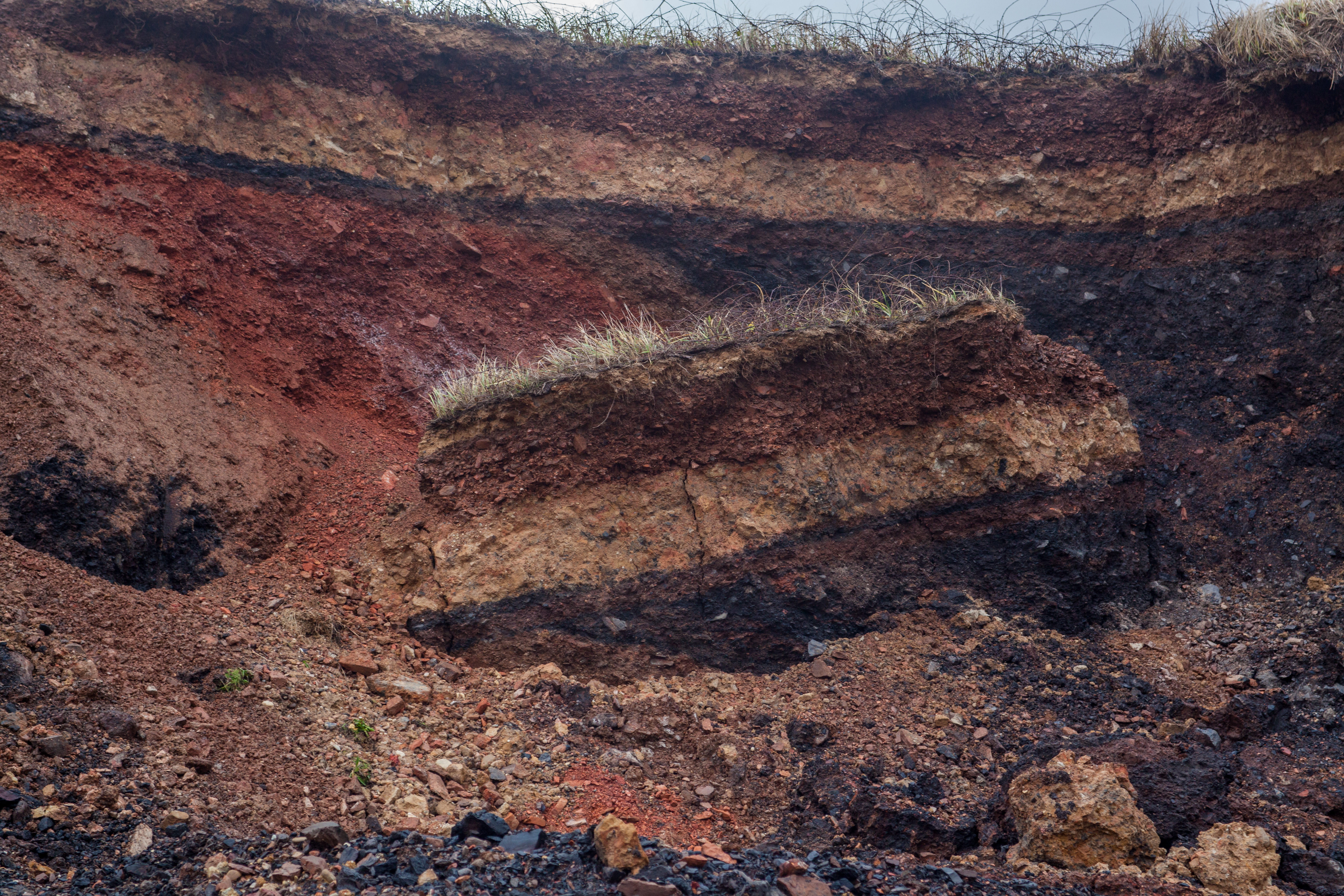
Warstwy odpadów (2019)
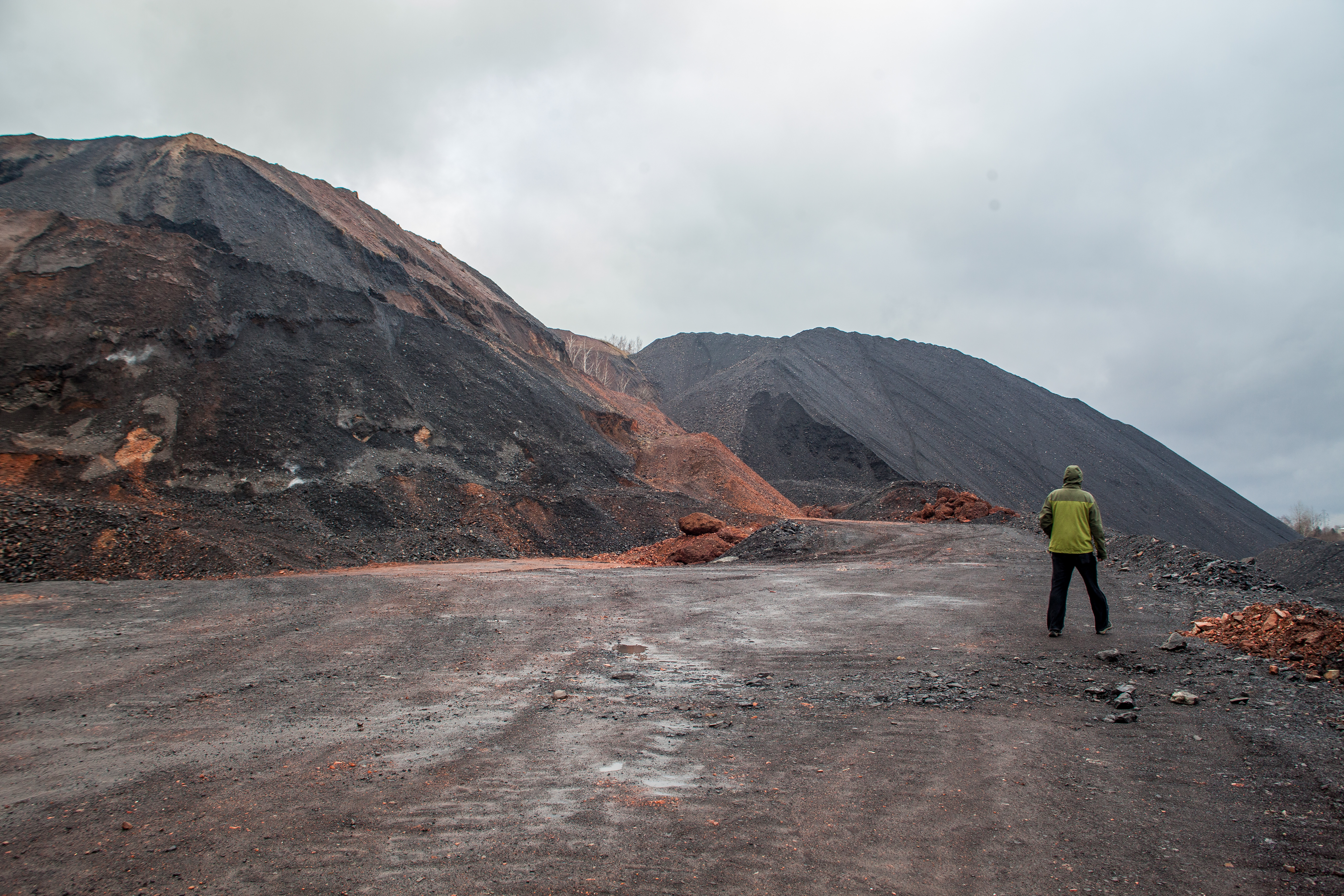
Wierzchołki na hałdzie (2019)
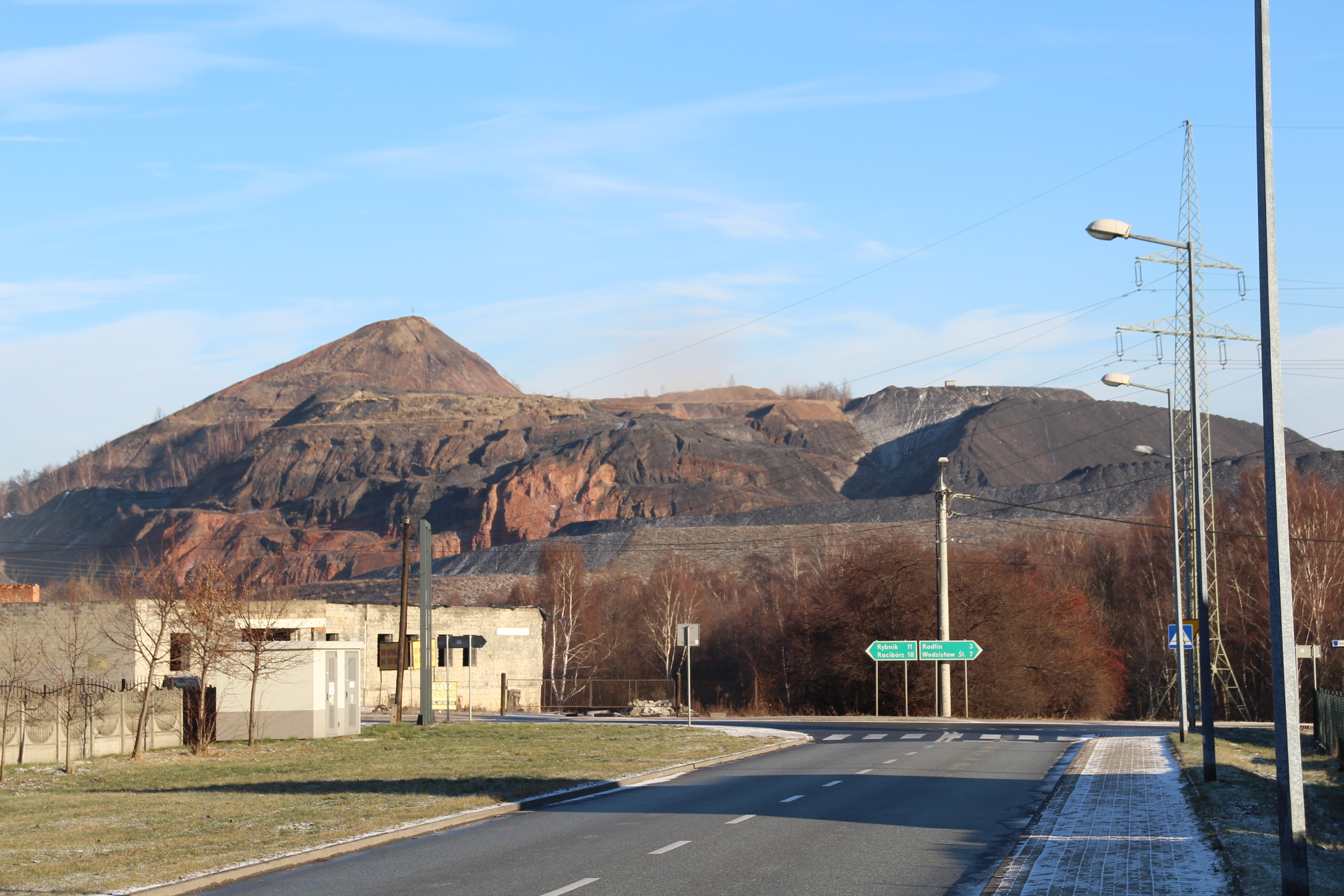
Widok od zachodu (2022)